# Conector de torsión

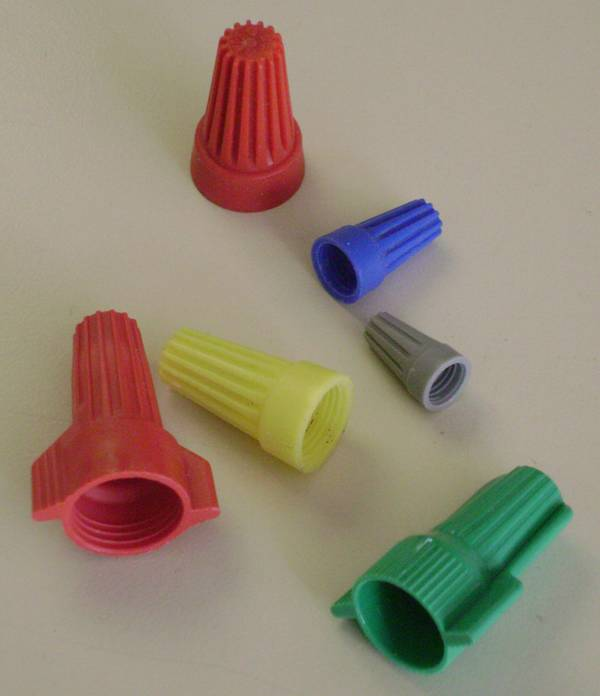
Muestra de conectores de torsión.

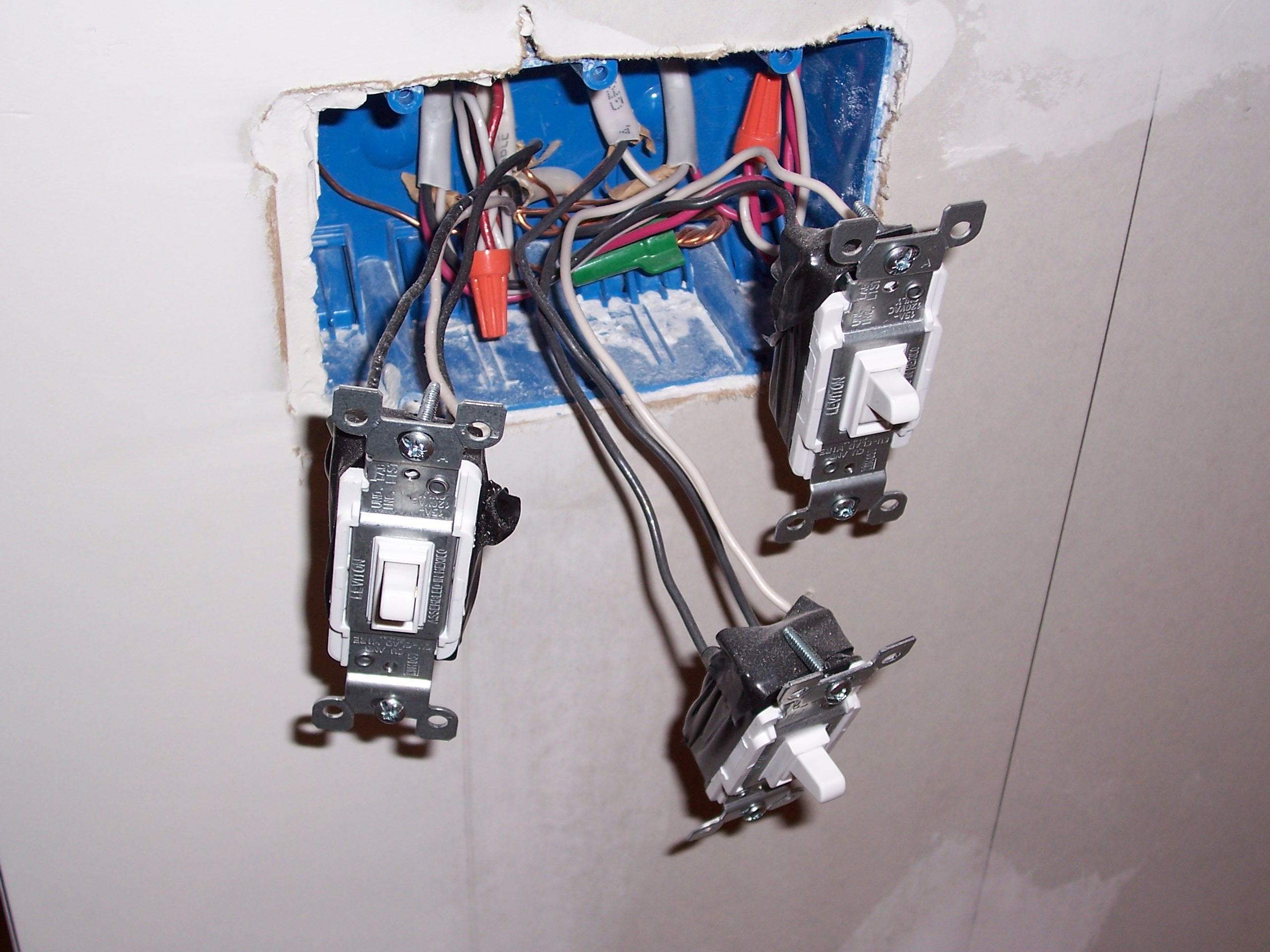
Instalación de interruptores que usa conectores de torsión (anaranjados y verdes).

El conector de torsión es un conector eléctrico usado para unir o empalmar dos o más conductores que usa la torsión para mantenerlos unidos. También es conocido con otros nombres como capuchón de conexión, Wire Nut® (marca registrada de Ideal Industries) y Marrette® (marca registrada de Thomas And Betts).

## Historia
William Paterson Marr, electricista escocés asentado en la ciudad canadiense de Ontario, fue empleado por la empresa Timothy Eaton and Company, como contratista de Ontario Hydro para la instalación de iluminación eléctrica en hogares que usaban iluminación a gas. En su trabajo, era frecuente que se empalmaran o unieran conductores mediante soldadura y al enfriarse, se cubrieran con cinta aislante. Marr descubrió que este método consumía mucho tiempo e incluso podía ser peligroso, así que ideó un dispositivo que eliminara el uso de soldadura y cinta, así que trabajando en un taller del sótano de su vivienda, desarrolló un conector de cable a tornillo, que fue el precursor del actual conector de cable. Así presentó y patentó en 1914 en Canadá, este dispositivo al que denominó "Marrette" fabricado y distribuido por su propia empresa "Marr Machine And Manufacturing Company". Posteriormente, Marr solicitó una patente en 1923 en los Estados Unidos. Al año siguiente, William Hunt, otro inventor británico también residenciado en Ontario, solicitó también en Estados Unidos la patente para un conector similar.
Marr se convirtió en la principal líder de fabricación de este tipo de conectores en América del Norte. Con el paso del tiempo y la evolución de las tecnologías, fue rediseñado el conector a tornillo. De hecho, William Paterson Marr solicitó tres patentes más ante la organización Canadian Intellectual Property Office (Oficina de Propiedad Intelectual de Canadá) y una más en 1930 ante la Oficina de Patentes de Estados Unidos. Ésta y la última de las patentes canadienses, editada el 26 de mayo de 1931, presentan al conector tal como se ve en la actualidad, convirtiéndose en una conexión de torsión, la cual fue recubierta más tarde por una cápsula de polipropileno, polímero termoplástico o de porcelana, según el ambiente de aplicación. Eventualmente, la empresa desarrolló una codificación de colores para los conectores de torsión con plástico que se convirtió en una norma para otros fabricantes y que indica el calibre de los conductores a empalmar. También se introdujeron otras mejoras, como la adición de aletas que facilitan la torsión y de un gel para ambientes húmedos que impide que el agua dañe los empalmes. Aunque este conector fue diseñado para conexiones de conductores de cobre, también fueron diseñados otros conectores para unión de cables de aluminio con otros similares o de cobre.
En 1997, la empresa fue adquirida por "Thomas And Betts" que continúa la fabricación de conectores de torsión en la actualidad, bajo la marca registrada "Marrette".

## Descripción
Los conectores de torsión están disponibles en diversos tamaños y formas y son típicamente fabricados en plástico, con una espiral cónica metálica interna que se enrosca en los conductores para empalmarlos. Cuando el conector se tuerce hacia los extremos pelados de los conductores, estos son introducidos en el contacto metálico interno. La continuidad eléctrica se mantiene tanto por el contacto directo de los conductores, como por la espiral cónica. Los conectores de torsión se instalan a mano, y pueden incluir ranuras o aletas que ayuden a instalarlos. Los conectores de puntas hexagonales o aletas hexagonales de alta calidad, pueden ser instalados con una llave de tuercas.
Comúnmente, los conectores usan una codificación de color para indicar el tamaño y la capacidad de los conductores a conectar. Usualmente se usan como una alternativa a los terminales atornillados o a los conductores con soldadura, ya que permite su rápida remoción para reajustes posteriores.
Aunque estos conectores no han sido destinados para empalmar conductores de aluminio algunas empresas fabrican conectores específicos para este uso. Además, existen conectores rellenos con gel en ambientes húmedos como en conexiones a la intemperie.

## Código de colores
La siguiente tabla corresponde a la codificación usada por diversos fabricantes para indicar los calibres de los alambres que se pueden unir con conectores de torsión.
| Color      | 22          | 20          | 18          | 16         | 14         | 12         | 10         |
|            | (0.326 mm²) | (0.581 mm²) | (0.823 mm²) | (1.31 mm²) | (2.08 mm²) | (3.31 mm²) | (5.26 mm²) |
| ---------- | ----------- | ----------- | ----------- | ---------- | ---------- | ---------- | ---------- |
| Gris       |             |             |             |            |            |            |            |
| Azul       |             |             |             |            |            |            |            |
| Anaranjado |             |             |             |            |            |            |            |
| Amarillo   |             |             |             |            |            |            |            |
| Rojo       |             |             |             |            |            |            |            |

1. ↑  Mínimo: 1 conductor AWG 22 + 1 conductor AWG 20; Máximo: 2 conductores AWG 22 + 3 conductores AWG 20
2. ↑  Mínimo: 1 conductor AWG 22 + 1 conductor AWG 20; Máximo: 3 conductores AWG 16
3. ↑  Mínimo: 2 conductores AWG 18; Máximo: 3 conductores AWG 14
4. ↑  Mínimo: 2 conductores AWG 18 + 1 conductor AWG 14; Máximo: 2 conductores AWG 14 + 1 conductor AWG 10
5. ↑  Mínimo: 1 conductor AWG 22 + 2 conductores AWG 18; Máximo: 1 conductores AWG 14 + 4 conductores AWG 12